# Ingo Buding
Ingo Dietmar Buding (* 9. Januar 1942 in Lovrin, Rumänien; † 10. Mai 2003 in Marseille, Frankreich) war ein deutscher Tennisspieler.
Ingo Buding gehört zur Volksgruppe der Banater Schwaben. Nach dem Zweiten Weltkrieg kam er als Volksdeutscher aus Rumänien nach Deutschland. Hier begann er eine erfolgreiche Tenniskarriere.
1970 führte er als Kapitän und Spieler erstmals eine deutsche Davis-Cup-Mannschaft in ein Finale. In Cleveland, dem Finalaustragungsort, unterlagen die Deutschen aber klar dem US-amerikanischen Gegner mit 5:0. Insgesamt bestritt er zwischen 1961 und 1970 51 Spiele im Davis Cup.
Für seine Erfolge wurde er vom Deutschen Tennis Bund (DTB) mit der Ehrennadel in Gold und am 23. November 1970 mit seinen Davis-Cup-Kollegen Wilhelm Bungert und Christian Kuhnke mit dem „Silbernen Lorbeerblatt“ geehrt. Das Silberne Lorbeerblatt wurde bis dato nur siebenmal an Frauen und fünfmal an Männer (davon zweimal an eine Davis-Cup-Mannschaft) verliehen.
Ingo Buding war Bruder von Edda Buding, die auch eine erfolgreiche Tennisspielerin war und ebenfalls zu den Trägern des Silbernen Lorbeerblattes zählte. Die ebenfalls bei internationalen Turnieren aktive Tennisspielerin Ilse Buding war eine weitere Schwester.
Ingo Buding starb im Alter von 61 Jahren im südfranzösischen Bandol.